# Bitwa morska na Morzu Arafura
Bitwa na Morzu Arafura – starcie pomiędzy marynarką wojenną Holandii a Indonezji w 1962.
W latach 1949–1963 miał miejsce spór indonezyjsko-holenderki o przynależność zachodniej części Nowej Gwinei (Irianu Zachodniego). Dnia 15 stycznia 1962 r. na Morzu Arafura doszło do bitwy morskiej. Eskadra holenderska licząca kilka jednostek, w tym niszczyciel oraz fregatę zaatakowała grupę indonezyjskich kutrów torpedowych. W wyniku godzinnej walki zatopiono jeden kuter indonezyjski, na którym śmierć poniósł szef sztabu indonezyjskiej marynarki wojennej komandor Jos Sudarso, a 50 marynarzy dostało się do niewoli. 